# 拉馬塔 (多明尼加)
拉馬塔（西班牙語：La Mata），是多明尼加共和國的城鎮，位於該國中部，由桑切斯·拉米斯省負責管轄，面積174.64平方公里，2012年人口42,785，人口密度每平方公里240人。